# Rally Villa de Llanes de 2017
El Rally Villa de Llanes de 2017 fue la 41.ª edición y la séptima ronda de la temporada 2017 del Campeonato de España de Rally. Se disputó entre el 29 y el 30 de septiembre y contó con un itinerario de diez tramos sobre asfalto que sumaban un total de 157,66 km cronometrados.
Iván Ares (Hyundai i20 R5) que llegaba líder del campeonato tras vencer en las dos citas anteriores: Ferrol y Princesa de Asturias, fue el vencedor de esta edición del Villa de Llanes, prueba marcada por las complicadas condiciones climatológicas pero que no impidieron a Ares liderar la prueba prácticamente de principio a fin. El andorrano Joan Vinyes (Suzuki Swift R+), marcó el mejor tiempo en el séptimo y octavo tramo llegando a recortar la distancia sobre Ares en solo 3'8 segundos a falta de la última especial. Aun así Ares no aflojó y marcó el último scratch terminando la prueba con una ventaja de casi quince segundos sobre Vinyes que fue finalmente segundo. Surhayen Pernía con otro Hyundai i20 R5 completó el podio a pesar de perder mucho tiempo al quedarse sin luces en el primer tramo que se disputaba de noche. Cristian García Martínez vencedor de la anterior edición,  defensor del título nacional y que había liderado el campeonato en las primeras citas del calendario, solo pudo ser quinto. 
Con esta victoria Ares se alejaba aún más en la clasificación general de campeonato de España, que en la siguiente cita, el rally de Cantabria tendría su primera opción para sentenciar matemáticamente.

## Itinerario
| Día   | Tramo | Nombre         | Distancia | Hora  | Ganador                  | Tiempo  | Líder       |
| ----- | ----- | -------------- | --------- | ----- | ------------------------ | ------- | ----------- |
| Día 1 | TC1   | La Tornería    | 11.40 km  | 07:50 | Pedro Burgo              | 7:53.8  | Pedro Burgo |
| Día 1 | TC2   | Los Carriles   | 6.72 km   | 08:14 | Iván Ares                | 4:08.6  | Iván Ares   |
| Día 1 | TC3   | Carmen-Torre   | 19.53 km  | 08:45 | Iván Ares                | 12:49.5 | Iván Ares   |
| Día 1 | TC4   | La Tornería 2  | 11.40 km  | 10:45 | Surhayen Pernía          | 7:22.3  | Iván Ares   |
| Día 1 | TC5   | Los Carriles 2 | 6.72 km   | 11:09 | Cristian García Martínez | 4:03.4  | Iván Ares   |
| Día 1 | TC6   | Carmen-Torre 2 | 19.53 km  | 11:40 | Iván Ares                | 12:28.1 | Iván Ares   |
| Día 1 | TC7   | Nueva-Labra    | 19.92 km  | 15:13 | Joan Vinyes              | 14:33.6 | Iván Ares   |
| Día 1 | TC8   | Riu Cabra      | 21.26 km  | 16:38 | Joan Vinyes              | 13:16.9 | Iván Ares   |
| Día 1 | TC9   | Nueva-Labra 2  | 19.92 km  | 18:21 | Surhayen Pernía          | 14:25.6 | Iván Ares   |
| Día 1 | TC10  | Riu Cabra 2    | 21.26 km  | 19:46 | Iván Ares                | 13:07.0 | Iván Ares   |

## Clasificación final
| Pos. | Piloto                   | Copiloto                   | Automóvil            | Tiempo    | Diferencia |
| ---- | ------------------------ | -------------------------- | -------------------- | --------- | ---------- |
| 1.   | Iván Ares                | José Antonio Pintor        | Hyundai i20 R5       | 1:44:30.9 | 0.0        |
| 2.   | Joan Vinyes              | Jordi Mercader             | Suzuki Swift R+      | 1:44:45.2 | +14.3      |
| 3.   | Surhayen Pernía          | Carlos Del Barrio          | Hyundai i20 R5       | 1:45:01.5 | +30.6      |
| 4.   | Pedro Burgo              | Marcos Burgo               | Škoda Fabia R5       | 1:45:04.6 | +33.7      |
| 5.   | Cristian García Martínez | Pablo Marcos Secades       | Ford Fiesta R5       | 1:45:28.4 | +57.5      |
| 6.   | Gorka Antxustegui        | Alberto Iglesias           | Suzuki Swift R+      | 1:47:20.3 | +2:49.4    |
| 7.   | Álvaro Muñiz             | Antonio Solórzano          | Abarth 124 Rally RGT | 1:49:23.6 | +4:52.7    |
| 8.   | Iago Caamaño             | Alberto Rodríguez González | Ford Fiesta N5       | 1:49:54.1 | +5:23.2    |
| 9.   | José Manuel Mora         | Iván Bajo                  | Peugeot 208 R2       | 1:50:06.8 | +5:35.9    |
| 10.  | Jan Solans               | Mauro Barreiro             | Peugeot 208 R2       | 1:50:45.2 | +6:14.3    |